# Elfi von Dassanowsky
Elfi von Dassanowsky, pseudonimo di Elfriede Maria Elisabeth Charlotte Dassanowsky e conosciuta anche come Elfi Dassanowsky o Elfriede Dassanowsky (Vienna, 2 febbraio 1924 – Los Angeles, 2 ottobre 2007), è stata un mezzosoprano, pianista e produttrice cinematografica austriaca.
Come produttrice, attraverso la sua famosa casa di produzione Belvedere Film, lanciò alcune stelle del cinema del dopoguerra come Gunther Philipp, Nadja Tiller o Oskar Werner. Nel 1962 si trasferì a Los Angeles dove lavorò a tempo pieno come vocal coach con gli attori di Hollywood. Nel 1999 fondò nuovamente con suo figlio Robert Dassanowsky, studioso del cinema, la Belvedere Film con sede a Vienna e Los Angeles.

## Biografia
Elfi Dassanowsky era figlia di Franz Leopold von Dassanowsky, impiegato nella direzione di finanza viennese e in seguito al ministero del commercio, e di sua moglie Anna Grünwald. Studiò all’Istituto della Beata Vergine Maria a Vienna e a 15 anni entrò, come una delle più giovani studentesse, alla scuola viennese di musica ed arte figurativa, sotto raccomandazione della concertista Emil von Sauer. Il regista viennese Karl Hartl la incaricò di insegnare pianoforte all’attore Curd Juergens per delle riprese cinematografiche. Dassanowsky ricevette una formazione in canto e imparò il mestiere attoriale da Eduard Volters e Willhelm Heim.
Poiché negò la sua partecipazione nelle organizzazioni naziste, la Dassanowsky dovette interrompere i suoi studi per un servizio di lavoro obbligatorio. L’UFA di Berlino cercava in quel momento una sostituzione per la sua precedente stella Zarah Leander, e propose nel 1945 un ruolo in un film alla Dassanowsky, la quale però rifiutò la proposta. Nel 1946 fece il suo debutto all’Opera con il ruolo di Susanna nelle Nozze di Figaro di Mozart nel teatro cittadino di St. Pölten e durante il concerto organizzato per gli alleati del Comando Supremo a Vienna. Nello stesso anno conobbe Emmerich Hanus, il suo più caro confidente per l’aspetto artistico.
Elfi von Dassanowsky voleva allargare la sua area di produzione al di là di meri film indipendenti o film in collaborazione con istituzioni di diverse potenze alleate che controllavano i più grandi studi di produzione. Divenne così, nella storia del cinema, una delle poche donne, e anche delle più giovani, ad essere stata cofondatrice di uno studio cinematografico: a soli 22 anni fondò, insieme a Emmerich Hanus e August Diglas, la Belvedere Film, la prima nuova casa di produzione cinematografica a Vienna dopo la guerra. Lì furono girati classici come Die Gluecksmuehle (1946) e Maerchen vom Glueck (1949), dove giovani attori come Gunther Philipp e la allora Miss Austria Nadja Tiller ebbero il loro primo ruolo cinematografico.
Dassanowsky recitò ruoli da protagonista in drammi, commedie, operette, sostenne la fondazione di gruppi teatrali come Das Podium e fu presentatrice radiofonica. Più tardi iniziò una tournée nella Germania dell'Ovest del suo One-Woman-Show, insegnò canto e pianoforte e fu la musa del pittore austriaco Franz Xaver Wolf.
Dopo il suo matrimonio in Canada nel 1955, si stabilì prima a New York e poi a Los Angeles. Durante gli anni 60, ad Hollywood, preferì stare dietro la telecamera, perciò lavorò tra le altre cose come vocal coach per il regista e produttore Otto Preminger. Fu a Los Angeles una famosa donna d’affari e nel 1999 rifondò con suo figlio la Belvedere Film, con sedi a Los Angeles e Vienna. Produttrice del cortometraggio premiato Semmelwies (Austria/USA 2001), della commedia di spionaggio Wilson Chance (USA 2005), del documentario Felix Austria! (anche: The Archduke and Herbert Hinkel) (USA/Austria 2013) e come sceneggiatrice del film Mars im Widder, Elfi Dassanowsky è stata una delle poche donne che hanno avuto una posizione di prestigio e una lunga carriera nell’industria cinematografica.
Nell’agosto del 2007 le venne amputata una gamba a causa di un embolo che la colpì durante un soggiorno estivo alle Hawaii, da dove la trasportarono all’ospedale Queens a Honolulu, dove fu ricoverata in terapia intensiva. Fu poi portata nella clinica di riabilitazione St. Joseph’s Medical Center a Burbank, in California, vicino alla sua abitazione a Los Angeles, così che lì potesse riprendersi e riacquistare agilità. Nonostante questo, non perse il coraggio di vivere e continuò a pensare ai futuri progetti. Heather Mills, attivista, personaggio televisivo ed ex moglie di Sir Paul McCartney, volle rimanere al fianco della Dassanowsky durante i duri momenti della riabilitazione.  Ma il 2 ottobre 2007, all’età di 83 anni, Elfi Dassanowsky morì a Los Angeles a causa di un blocco cardiaco. Fu sepolta in una tomba d’onore al Zentralfriedhof a Vienna il 25 giugno 2008.
Nel 2015 a Vienna fu chiamata in suo onore la casa popolare Elfi-Dassanowsky-Hof.

## Filmografia
- 1946: Symphonie in Salzburg (documentario)
- 1947: Kunstschätze des Klosterneuburger Stiftes (documentario)
- 1947: Die Glücksmühle
- 1947: Die vertauschten Ehemänner (anche: Wer küßt wen?)
- 1948: Der prämierte Leberfleck
- 1949: Doktor Rosin
- 1949: Küss mich Casanova (anche: Märchen vom Glück)
- 2001: Semmelweis (cortometraggio)
- 2005: Wilson Chance
- 2013: Felix Austria! (documentario)

## Riconoscimenti
Dassanowsky fu l’unica austriaca a cui fu assegnato il prestigioso riconoscimento Living Legacy Award del Women’s International Center (2000).
In più vinse:
- 1990: Dipl. Academia Culturale d'Europa, Italia
- 1991: Ordine al merito della repubblica austriaca
- 1996: Ehrenmedaille der Bundeshauptstadt Wien
- 1996: Certificato d'onore della città di Los Angeles e dello Stato della Kalifornien; il Senato dello Stato della California ha istituito il 2 Febbraio 1996 come giornata Elfi von Dassanowsky
- 1997: UNESCO Medaglia Mozart
- 1998: Medaglia d'onore del Österreichischen Filmarchivs
- 1998: Conferimento del titolo „Professoressa“ da parte del presidente della repubblica austriaco Thomas Klestil
- 2001: Nomina di cavaliere del Ordre des Arts et des Lettres (Francia)
- 2002: Decorazione d'onore della provincia di Vienna
- 2005: Decorazione d‘argento della Auslandsösterreicher-Weltbundes
- 2014: Denominazione di un asteroide in suo onore: (4495) Dassanowsky[1][2]
- 2018: Appartenenza onoraria (postuma) dell’Association of Austrian Filmproducers (AAFP)

## Fondazione Elfi von Dassanowsky
L’organizzazione sostiene il lavoro di donne cineaste emergenti. La fondazione è attiva da febbraio 2009.
Fu assegnato per la prima volta il premio Elfi Dassanowsky il 2 giugno 2010 per la miglior regia ad una donna durante il concorso internazionale VIS Vienna Independent Shorts. La vincitrice è stata Inger Lise Hansen con il film Parallax (Norvegia/Austria 2009). Il premio viene assegnato annualmente.